# Bitwa pod Iłżą (1939)
Bitwa pod Iłżą – bitwa rozegrana podczas kampanii wrześniowej w dniach 8–9 września 1939 roku w rejonie miasta Iłża w województwie kieleckim (obecnie woj. mazowieckie). Bitwa odbyła się pomiędzy związkami taktycznymi południowego zgrupowania polskiej Armii „Prusy”, pod wspólnym dowództwem gen. Stanisława Skwarczyńskiego a niemieckim 15 Korpusem Lekkim gen. Hermanna Hotha. Bitwa ta na dwa dni powstrzymała marsz niemieckich kolumn pancernych na północ.

## Historia
Armia „Prusy”, z założenia mająca służyć do zadań zaczepnych, przebywała jako armia odwodowa głęboko za linią frontu. Nieoczekiwane przedarcie się jednostek niemieckiej 10 Armii na styku Armii „Kraków” i Armii „Łódź”, spowodowało utratę przez Naczelne Dowództwo Wojska Polskiego możliwości realizacji zadań zaczepnych i konieczność bieżącej walki z napotkanymi jednostkami niemieckimi.
Starcie rozpoczęło się, gdy część południowego zgrupowania Armii „Prusy”, w sile niekompletnych 3 DP Leg., 12 DP i 36 DP (Rez.) i tymczasowej Grupy Operacyjnej „Kielce” pod dowództwem płk. Kazimierza Glabisza, napotkało na przemieszczające się siły niemieckiej 10 Armii (pancerno-motorowy 15 Korpus Lekki gen. Hotha), które zagradzały oddziałom polskim szlaki odwrotu za Wisłę.
8 września 2/7 pp Leg. (z 3 DP Leg.) wspierany dwiema bateriami zajął Iłżę. Bataliony: 1 i 2/8 pp Leg. i 1/9 pp Leg. znajdowały się na zachodnim skraju lasu w pobliżu miejscowości Trębowiec Duży, zaś bataliony: 1 i 3/7 pp Leg. i 154 pp były rozmieszczone na północno-wschodnim skraju lasu, koło miejscowości Seredzice. 12 DP dowodzona przez gen. Paszkiewicza zajmowała północną część lasu starachowickiego (obszar zajęty przez dywizję miał 20 km szerokości i 7 km głębokości). Na skraju lasu, w kierunku na Iłżę rozmieszczony był, przydzielony do dywizji dywizjon pancerny z Krakowskiej Brygady Kawalerii.
Około godz 12:00, wywiązały się pierwsze walki 3 DP z Niemcami. Na wschód od Iłży zaatakowały niemieckie jednostki zmotoryzowane, zatrzymane przez pododdziały 7 pp Leg. Niemcy ponowili atak po uprzednim ataku artyleryjskim, ale i on został powstrzymany. Także kolejny atak niemieckiej 3 DLek., po zdobyciu około 1 km terenu, powstrzymany został w rejonie wsi Piłatka. Również niemiecki atak przez miejscowości Kotlarka i Błaziny został powstrzymany przez oddziały 12 DP. Niemcy musieli się wycofać na południe od szosy Iłża - Lipsko. Niemcy atakowali także od zachodu, ich czołgi podeszły pod Jasieniec, miejsce pobytu sztabu gen. Skwarczyńskiego, który musiał wycofać się do lasu starachowickiego. Około 15:00 odparto atak czołgów pod Trębowcem. Około 18:00, po silnym przygotowaniu artyleryjskim i moździerzowym, Niemcy wykonali trzeci atak na Iłżę od zachodu. 7 pp Leg. utrzymał się w mieście na krawędzi wyżyny w okolicach ruin zamku biskupów krakowskich. 12 DP podjęła próbę przebicia się z niemieckiego okrążenia. Ruszył 1/52 pp w kierunku na Kotlarkę i osiągnął znaczący sukces niszcząc wiele sprzętu motorowego i powodując wycofanie się nieprzyjaciela z miejscowości. Przewidziany do ataku na Prędocin jeden z batalionów (kpt. Krupnickiego) 51 pp nie otrzymał stosownego rozkazu. Po zmroku polskie dowództwo postanowiło przebijać się w kierunku Wisły, nawet przez stanowiska niemieckie. 3 DPLeg. miała wyznaczoną marszrutę przez Iłżę - Antoniów - Czerwoną, zaś 12 DP, dwiema kolumnami (druga kolumna składała się z artylerii plot, taborów i dywizjonu artylerii ciężkiej), w kierunku na Ciecierówkę. Niemcy, po zaciekłym boju, nie pozwolili usunąć się z Piłatki. O świcie 9 września resztki 3 DP Leg., dowodzone przez płk. dypl. S. Tatara, znalazły się w lesie koło Czerwonej. Część rozbitych, niewielkich oddziałów dywizji przebijała się „indywidualnie” do lasów kozienickich. Także 12 DP miała trudności z wyjściem z lasów starachowickich, ponieważ Niemcy w nocy podciągnęli znaczne posiłki. Kolumna „północna” utknęła pod Kotlarką. Poranny atak w kierunku Podkońce – Michałów zakończył się odwrotem kolumny. Kolumna „południowa”, która miała maszerować na Michałów nie mogła wyruszyć w nocy ponieważ czekała na siły główne tj. 51 pp dowodzony przez ppłk. Fieldorfa. Pułk ten nie mógł dotrzeć na miejsce zgrupowania z powodu zatarasowania dróg przez tabory. Kolumna ruszyła około 5:00, zajęto Dąbrowę, ale natarcie utknęło na przedpolu Rzechowa. Generałowie Skwarczyński i Paszkiewicz ze swoimi sztabami zebrali się w leśnej wiosce Piotrowe Pole i zadecydowali, że w zaistniałej sytuacji należy rozpuścić wojsko aby mogło, małymi grupkami, przedzierać się w kierunku Wisły. Grupa Operacyjna gen. Skwarczyńskiego przestała istnieć. Ostatnim etapem bitwy, dnia 10 września, była próba 36 DP przebicia się na wschód, rozpoczęta w czasie marszu na Iłżę, także zakończona niepowodzeniem. 
Większość południowego zgrupowania Armii „Prusy” uległo rozproszeniu i zniszczeniu w dniu 9 września, przestając istnieć jako samodzielny związek operacyjny Wojska Polskiego.

## Upamiętnienie
Walki żołnierza polskiego pod Iłżą zostały upamiętnione  na  Grobie Nieznanego Żołnierza w Warszawie napisem na jednej z tablic po 1990 r. „IŁŻA 8 IX 1939" 